# El marxisme sanarà els malalts
El marxisme sanarà els malalts és una pintura de Frida Kahlo de 1954 pintat a l'oli. Amb unes mides de 76 × 61 cm. Es troba al Museu Frida Kahlo, també conegut com La Casa Blava i va ser restaurat el 2009 gràcies a un donatiu del govern alemany.

## Anàlisi de l'obra
A la pintura trobem la mateixa Frida, deixant anar les seves crosses, al centre de la pintura. Porta una cotilla de ferro (fent al·lusió a les que ella utilitzava degut a l'accident de tràfic sofert el 17 de setembre de 1925) i és sostinguda per unes mans que representen el marxisme guarint-la. També hi trobem l'àguila dels EUA i el mateix Karl Marx ofegant-la. S'hi veu també representat el món amb l'URSS i la Xina pintats de coŀor vermell.
Frida Kahlo va viure una existència a nivell físic i en el quadre intenta explicar que l'única via per la regeneració personal i social que porta a un món millor és acceptar el marxisme. Així, no només el marxisme l'ha guarit a ella (ja no li fan falta les crosses), sinó que ara l'ànima del moviment marxista (Karl Marx) mata el símbol nord-americà, l'ànima del capitalisme. Hi ha molts símbols a la pintura que mostren la bondat del marxisme, en contraposició als països capitalistes.

Als darrers anys de vida de l'artista la seva pintura va passar a convertir-se en una pintura amb conceptes polítics, encara que segons les seves paraules: «La meva pintura no és revolucionària, perquè em continuo fent il·lusions que és combativa». Al seu diari també va escriure:
| « | Tinc molta inquietud a l'assumpte de la meva pintura. Sobretot per transformar-la perquè sigui una mica útil al Moviment revolucionari comunista […] l'única raó real per viure. | » |

 L'art de Frida és un desafiament constant davant la ideologia dominant. Sens dubte la seva obra és la visió de si mateixa, ella és el «subjecte que pinta i el subjecte pintat» i expressa tot el que sent.